# Павловская (Тотемский район)
Павловская — деревня в Тотемском районе Вологодской области.
Входит в состав Калининского сельского поселения, с точки зрения административно-территориального деления — в Усть-Печенгский сельсовет.
Расстояние до районного центра Тотьмы по автодороге — 63 км, до центра муниципального образования посёлка Царёва  по прямой — 17 км. Ближайшие населённые пункты — Большой Горох, Осовая.
По переписи 2002 года население — 4 человека.